# Pars pro toto
Pars pro toto (lateinisch) bedeutet übersetzt: „Ein Teil [steht] für das Ganze“. Das Prinzip des pars pro toto kann als sprachliches Phänomen eine rhetorische Figur bezeichnen, aber auch praktisch als gesellschaftliche oder psychologische Handlungsweise und insbesondere als Form des Fetischismus verstanden werden. In der Philosophie gibt es den Pars-pro-toto-Fehlschluss.
Das Gegenstück dieser Figur ist der Fall des Totum pro parte („Das Ganze [steht] für einen Teil“).

## Rhetorische Wortfigur
Als Wortfigur gehört das pars pro toto der Gruppe der sprachlichen Stilmittel (Tropen) an und bezeichnet sowohl eine spezielle Form der Metonymie (Namensvertauschung, Umbenennung) als auch eine spezielle Form der Synekdoche (Bedeutungsverschiebung).
Beispiele aus der Umgangssprache:
- ein Dach über dem Kopf haben – Dach steht für Haus
- pro Kopf – Kopf für Mensch
- pro Nase – Nase für Mensch
- jemand ist ein Arsch – ein Körperteil für eine Person
- Holland für die Niederlande – Holland ist nur ein Teil der Niederlande.
- England für Vereinigtes Königreich – England ist nur ein Teil des Vereinigten Königreichs Großbritannien und Nordirland.
- Russland für die Sowjetunion – die Russische SFSR war nur eine Unionsrepublik der Sowjetunion.
- Die Hauptstadt eines souveränen Staates für seine (politische) Gesamtheit („Eiszeit zwischen Washington und Moskau“) bzw. Brüssel für die EU und deren Verwaltung.
- Sitz einer Institution für ihre Gesamtheit, bspw. das Pentagon für das gesamte US-Militär, Weißes Haus für die US-Regierung, Kreml für die russische Regierung oder Downing Street bzw. Whitehall für die britische Regierung.

## Psychologische Eigenschaft der visuellen Wahrnehmung
Da in der visuellen Wahrnehmung das Gesichtsfeld nicht zeilenweise abgetastet wird, sondern heuristisch punktuell, lernt der geübte Betrachter, welche Teile einer Wahrnehmung er besonders fixieren muss, um das Ganze zu erkennen.
Ein guter Leser muss beispielsweise nicht sämtliche Buchstaben eines Wortes anschauen, um es lesen zu können.
Pars pro toto bedeutet hier, dass die Wahrnehmung der entscheidenden Teile eines Objekts zu seiner Identifikation genügt.
Dies erklärt auch, weshalb mit zunehmender Vertrautheit mit einer Gruppe von Objekten die Wahrnehmung schneller wird.

## Soziales Phänomen
Bei einem Pars-pro-toto-Opfer wird ein Teil des Körpers in symbolischer Vertretung für den ganzen Menschen geopfert. In Magie und Okkultismus werden ebenfalls gerne Pars-pro-toto-Relationen verwendet, um Menschen zu beeinflussen.
Bei Karl Marx bildet das pars pro toto ein Prinzip des Warenfetischismus: Der Prozess menschlicher Arbeit wird im Warenfetischismus durch sein isoliertes Resultat, die auf dem Markt in Erscheinung tretende Ware, ersetzt und dadurch verschleiert. Die sozialen Prozesse und Verhältnisse, die mit ihrer Herstellung verknüpft waren, sieht man der fertigen Ware nicht mehr an.
Das Prinzip des pars pro toto lässt sich auch auf den sexuellen Fetischismus übertragen, wie er in der Psychoanalyse verstanden wird. So ersetzt beim sexuellen Fetischismus ein Fetischobjekt, etwa ein Frauenstrumpf, als isolierter Teil eines Sexualobjekts, das die Präsenz eines ganzen Menschen darstellen soll, diesen Menschen und wird an dessen Stelle begehrt.

## Archäologie
In der Archäologie versteht man unter der „Pars-pro-toto-Sitte“ eine Beigabensitte bei Bestattungen, bei der Teile eines größeren Gegenstandes statt des gesamten Gegenstandes symbolisch in das Grab gelegt wurden. Ein kleiner – meist materiell wenig aufwendiger – Teil des Ganzen steht so für die Beigabe des ganzen – wertvollen – Gegenstandes, etwa ein Achsnagel für einen ganzen Wagen, ein Schwertgürtel für das gesamte Schwert, eine Trense für ein Pferd usw. Durch diese symbolische Beigabe „pars pro toto“ konnte verhindert werden, dass materiell wertvoller Besitz dem weiteren Gebrauch durch die Nachkommen entzogen und so deren Wirtschaftskraft geschwächt wurde.